# Arcidiecéze lodžská
Arcidiecéze lodžská (latinsky Archidioecesis Lodziensis, je metropolitní arcibiskupství římskokatolické církve se sídlem v polském městě Lodž. Jeho katedrálním kostelem je arcikatedrální bazilika sv. Stanislava Kostky. 

## Církevní provincie
Arcidiecéze lodžská je sídlem církevní provincie, která je tvořena následujícími diecézemi:
- Arcidiecéze lodžská
  - Diecéze łowiczská.

## Stručná historie
Papež Benedikt XV. v roce 1920 vyčlenil z varšavské arcidiecéze nově zřízenou diecézi lodžskou, která vůči ní byla sufragánní. Velká reforma diecézní struktury v Polsku, kterou provedl Jan Pavel II. v roce 1992, znamenala pro Lodž povýšení na arcidiecézi, která nebyla metropolitní a byla přímo podřízena Svatému Stolci. Až v roce 2004 tentýž papež vytvořil lodžskou provincii a arcidiecéze se stala církevní metropolí.